# Monaster Visoki Dečani
Monaster Visoki Dečani (serb. Манастир Високи Дечани, Manastir Visoki Dečani) – główny monaster Serbskiej Cerkwi Prawosławnej w północno-zachodniej części Kosowa 12 kilometrów na południe od miejscowości Peć. Miejscowa katedra jest największą tego typu średniowieczną budowlą na Bałkanach zawierającą liczne freski z epoki bizantyjskiej.
Monaster został założony przez króla Stefana Dečanskiego w 1327. Statut założycielski powstał w 1330. W następnym roku król Stefan zmarł i został pochowany w monasterze, który odtąd stał się popularnym miejscem kultu. Budowa była kontynuowana przez syna zmarłego króla Stefana Duszana aż do 1335, a do 1350 ukończono malowanie fresków.
Katedra, poświęcona Chrystusowi Pantokratorowi i zbudowana z różowo-purpurowego, jasnożółtego i onyksowego marmuru, była konstruowana pod przewodnictwem mnicha Vitusa z Kotoru, franciszkanina. Odróżnia się od innych ówczesnych serbskich kościołów dzięki okazałym rozmiarom i cechom architektury romańskiej. Zbiór fresków składa się z ponad tysiąca portretów dotyczących niemal wszystkich głównym tematów z Nowego Testamentu. Katedra zawiera oryginalne XIV-wieczne drewniane ikonostasy, tron igumena oraz rzeźbiony sarkofag króla Stefana.
W 2004 UNESCO umieściło monaster na liście światowego dziedzictwa, uznając miejscowe freski za „jeden z najlepszych przykładów tak zwanego renesansu paleologowskiego w sztuce bizantyjskiej” oraz „warte zauważenia zarysy czternastowiecznej rzeczywistości”. Monaster znajduje się pod kontrolą ONZ i KFOR, mają chronić budowlę przed atakami miejscowych Albańczyków.